# Oliver Palotai
Oliver Palotai, né le 17 mars 1974 à Sindelfingen, est un musicien allemand, et membre notamment du groupe de metal symphonique et power metal Kamelot.

## Biographie
Palotai commence sa carrière en jouant de la guitare et du clavier pour Doro et Circle II Circle. Il rejoint ensuite le groupe Blaze en tant que guitariste. En 2005, il rejoint le groupe américain Kamelot en tant que claviériste. Il fonde son propre groupe appelé Sons of Seasons, en 2007. Il possède un diplôme de professeur de musique à la Musik Nürnberg-Augsburg. Il possède un synthétiseur Yamaha Motif Series et des guitares Fame and Gibson, TKL Cases, Rueblick Picks, et Audio Technica Mics.

## Vie personnelle
Au début de 2013, Oliver et sa compagne, Simone Simons, annoncent l'arrivée de leur premier enfant, un garçon né le 2 octobre 2013 et prénommé Vincent G. Palotai.

## Groupes
- Doro (depuis 2001)
- Uli Jon Roth (depuis 2004)
- Kamelot (depuis 2005)
- Sons of Seasons (depuis 2007)